# Хуан Хабат Астал
Хуан Хабат Астал (ісп. Juan Jabat Aztal; 8 лютого 1772 - 1825) — іспанський політик, виконував обов'язки державного секретаря країни впродовж одного дня в березні 1820 року після відставки кабінету Хоакіна Хосе Мельгарехо.